# Syntaxe du sanskrit
La syntaxe du sanskrit reçoit généralement une place réduite dans les grammaires, car la complexité morphologique de la langue sanskrite permet d'exprimer un éventail très large de modalités. Peu nombreuses sont les valeurs syntaxiques qui, comme la subordination, ne dépendent pas de la morphologie. L'ordre des mots, bien qu'il puisse exprimer une valeur expressive ou stylistique, ne se charge d'aucune valeur syntaxique. 
Malgré ces réserves, le petit chapitre accordé à la syntaxe qui termine les grammaires du sanskrit étudie, d'une part, l'intégration des mots dans la phrase par l'accord de genre et de nombre, la valeur des cas, et l'usage des temps et modes verbaux, elle étudie aussi, d'autre part, différents types de phrases simples ou complexes.
Par ailleurs, l'étude de la composition nominale concerne et la morphologie, et la syntaxe.

## Intégration de mots dans une phrase

### Accord de genre et de nombre
En ce qui concerne l'accord de genre, le neutre prévaut lorsque se présentent un ou plusieurs noms de choses.
L'accord de nombre, lorsqu'une phrase présente plusieurs sujets, s'effectue soit avec le nom le plus proche, soit avec l'ensemble des sujets.

### Valeur des cas
Le sanskrit connait les huit cas suivants : nominatif, vocatif, accusatif, instrumental, datif, ablatif, génitif, et locatif.

### Usage des modes et des temps
La langue classique distingue mal les notions de modes et de temps. Pour exprimer diverses valeurs syntaxiques la langue sanskrite utilise, parmi les temps, le présent, le futur, et différentes manière d'exprimer le passé ; parmi les modes elle utilise l'impératif et l'optatif.

## Phrases simples et complexes
La phrase se dit vākya en sanskrit. 

### Phrase nominale
Cette structure de phrase se rencontre souvent dans le style narratif, elle n'utilise que des noms ou des formes nominales du verbe tels l'absolutif, l'infinitif, les participes et les adjectifs d'obligation.

#### Omission du verbe copule
Un cas particulier de phrase sans verbe est la phrase prédicative qui omet l'expression du verbe copule as- (être).

### Phrases à verbe conjugué
La structure de la phrase sanskrite évolue au fil du temps. L'époque védique construit ses phrases comme le grec à l'aide de verbes conjugués. L'ordre des mots est relativement libre avec une tendance SOV

#### Phrase interrogative
Une phrase interrogative débute souvent par un pronom interrogatif ou un adverbe interrogatif, qui peuvent se renforcer par l'usage de particules telles iva, vā, nu, u.

#### Phrases coordonnées
La coordination entre les diverses propositions d'une phrase utilise de nombreuses particules parfois peu précises, mais la suppression de particules conjonctives, pour donner plus de force ou de vivacité au discours, se rencontre fréquemment et se nomme asyndète.

#### Phrases subordonnées
La subordination se marque à l'aide de conjonctions de subordination généralement construites sur le thème ya-.

## Composition nominale
La composition nominale permet de joindre deux thèmes indépendants qui forment alors un mot composé. La finale du second membre prend les désinences flexionnelles, le premier membre du composé figure sous la forme de son thème nu (sans désinences). 
Les paradigmes des quatre sortes de composés en sanskrit furent repris par la linguistique moderne pour signaler divers modes de composition dans d'autres langues que le sanskrit.
- Composés dvandva :
- Composés karmadhāraya :
- Composés tatpuruṣa :
- Composés bahuvrīhi

### Grammaires
- Alix Desgranges, Grammaire sanscrite-française, Vol. 1-2, A l'Imprimerie Royale, Paris, 1845, 1847
- Louis Renou, Grammaire sanskrite, Paris 1935
- Louis Renou, Grammaire védique, Paris 1952
- Louis Renou, Grammaire sanskrite élémentaire, 109 pages, Librairie d'Amérique et d'Orient, Adrien Maisonneuve, J.Maisonneuve, succ., Paris 1978.
- Louis Renou, Grammaire sanscrite (3e édition), J.Maisonneuve, Paris, 1996  (ISBN 2-7200-0941-5)
- Jan Gonda, professeur à l'université d'Utrecht, Manuel de Grammaire élémentaire de la langue Sanskrite. Traduit de la quatrième édition en langue allemande par Rosane Rocher. E.J. Brill, Leiden et Adrien Maisonneuve, Paris 1966 (Éd. revue et corrigée 1997, réimpression 2002).
- Jean Varenne, professeur à l'université de Provence, Grammaire du sanskrit 128 pages, Presses universitaires de France, coll. « Que sais-je ? » n° 1416, Paris, 1971  (ISBN 9782130358947)
- Saverio Sani, Grammatica sanscrita, Giardini, Pisa, 1991.
- Sylvain Brocquet, Grammaire élémentaire et pratique du sanskrit classique, avec exercices corrigés et textes, Bruxelles, Safran (éditions), coll. « Langues et cultures anciennes », 2010, 544 p. (ISBN 978-2-87457-020-9)

### Lexiques
- Monier Monier-Williams, A sanskrit-english Dictionary, Oxford, 1899 (mis en ligne par l'Université de Cologne sous le titre Monier-Williams Sanskrit-English Dictionary - Révision 2008).
- N. Stchoupak, L. Nitti et Louis Renou, Dictionnaire sanskrit-français, 897 pages, Librairie d'Amérique et d'Orient, Jean Maisonneuve Successeur, Paris 1932, réédition 1987 (réimpression, 2008)  (ISBN 2-7200-1049-9)
- (en) R.S.McGregor, Oxford Hindi-English Dictionary, 1083 pages, Oxford University Press, Delhi, 1993 (réimpression 2002)  (ISBN 0-19-864339-X)
 Cet ouvrage contient de nombreux mots sanskrits en devanâgarî et translittération genevoise.
- Gérard Huet, Héritage du sanskrit dictionnaire sanskrit-français, 493 pages au format PDF (mis en ligne depuis le 10 décembre 2008 sous le titre The Sanskrit Heritage Dictionary).